# Consulat général du Portugal à Strasbourg
Le consulat général du Portugal à Strasbourg est une représentation consulaire de la République portugaise en France. Il est situé rue Wimpheling, à Strasbourg, en Alsace.